# Canton de Marigny
Le canton de Marigny est une ancienne division administrative française, située dans le département de la Manche et la région Basse-Normandie.

## Représentation

### Conseillers généraux de 1833 à 2015
De 1833 à 1848, les cantons de Canisy  et de Marigny avaient le même conseiller général. Le nombre de conseillers généraux était limité à 30 par département.
| Période | Période      | Identité                                                           | Étiquette                              | Qualité                                                                           |
| ------- | ------------ | ------------------------------------------------------------------ | -------------------------------------- | --------------------------------------------------------------------------------- |
| 1833    | 1848         | Félix Samson-la-Valesquerie                                        | Libéral                                | Grand propriétaire terrien à Saint-Ébremond-de-Bonfossé et dans d'autres communes |
| 1848    | 1852         | Henri Houssin-Dumanoir                                             | Républicain                            | Médecin, adjoint au maire de Saint-Lô                                             |
| 1852    | 1860 (décès) | Pierre Lecardonnel                                                 |                                        | Ancien maire de Saint-Lô (1843-1848)                                              |
| 1860    | 1867         | Auguste-Aimable Le Cardonnel                                       |                                        | Banquier à Marigny                                                                |
| 1868    | 1870         | Bernardin Gigault marquis de Bellefonds (1821-1896)                | Légitimiste                            | Propriétaire à Paris                                                              |
| 1871    | 1874 (décès) | Georges de Sainte-Marie d'Agneaux (gendre du précédent, 1844-1874) |                                        | Propriétaire à Agneaux                                                            |
| 1875    | 1904 (décès) | Gustave Rauline                                                    | Bonapartiste                           | Propriétaire terrien, maire de Saint-Lô (1874-1878), député (1876-1904)           |
| 1904    | 1916 (décès) | Marcel Rauline (fils du précédent)                                 | Conservateur bonapartiste nationaliste | Employé à la Banque de France, député (1904-1916)                                 |
| 1919    | 1920 (décès) | Gratien Lehodey                                                    | proche de l'Action française           | Industriel à Remilly-sur-Lozon                                                    |
| 1920    | 1937         | Bernard Quénault de La Groudière                                   | URD                                    | Propriétaire-agriculteur, maire de Soulles, député (1924-1941)                    |
| 1937    | 1940         | Gabriel Gaultier de Carville                                       | URD-PSF                                | Éleveur, maire de La Chapelle-en-Juger (1925-1947), conseiller d'arrondissement   |
|         |              |                                                                    |                                        |                                                                                   |
| 1945    | 1976         | Gabriel Gaultier de Carville                                       | Indépendant                            | Maire de La Chapelle-en-Juger (1925-1947 et 1950-1977), député (1958-1962)        |
| 1976    | 1994         | Paul Lebas                                                         | CNI                                    | Notaire, adjoint au maire de Marigny                                              |
| 1994    | 2015         | Gilles Quinquenel                                                  | DVD                                    | Ingénieur, maire d'Hébécrevon, vice-président du conseil général                  |

Le canton participe à l'élection du député de la première circonscription de la Manche, avant et après le redécoupage des circonscriptions pour 2012.

### Conseillers d'arrondissement (de 1833 à 1940)
| Période                                  | Période | Identité                           | Étiquette | Qualité |
| ---------------------------------------- | ------- | ---------------------------------- | --------- | --- |
| 1833                                     | 1839    | Gaëtan Guillot                     |           | Avocat, maire de Saint-Gilles                                                                               |
| 1839                                     | 1848    | Théodore Louis Le Brun (1797-1870) |           | Propriétaire, maire d'Hébécrevon (1830-1848)                                                                |
|                                          |         |                                    |           | |
| 1871                                     |         | M. Niobey                          |           | Propriétaire                                                                                                |
|                                          |         |                                    |           | |
| 1919                                     |         | Louis-Désiré Lerouxel              |           | Pharmacien, maire de Marigny                                                                                |
|                                          |         |                                    |           | |
| 1931                                     | 1937    | Gabriel Gaultier de Carville       | URD       | Éleveur, maire de La Chapelle-en-Juger (1925-1947)                                                          |
| 1937                                     | 1940    | Émile Hardy (1886-1943)            |           | Maire de Saint-Gilles                                                                                       |
| 1940                                     |         |                                    |           | Les conseils d'arrondissement ont été suspendus par la loi du 12 octobre 1940 et n'ont jamais été réactivés |
| Les données manquantes sont à compléter. |         |                                    |           | |

## Composition

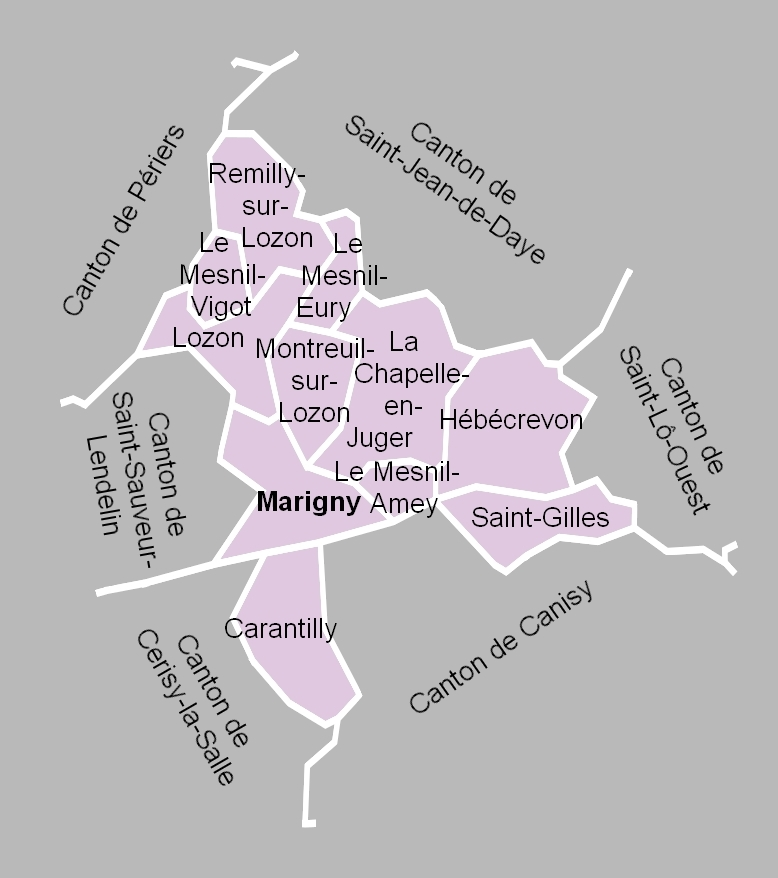
La carte des communes du canton. Les cantons limitrophes étaient ceux de Périers, de Saint-Jean-de-Daye, de Saint-Lô-Ouest, de Canisy, de Cerisy-la-Salle et de Saint-Sauveur-Lendelin.

Le canton de Marigny comptait 7 517 habitants en 2012 (population municipale) et regroupait onze communes :
- Carantilly ;
- La Chapelle-en-Juger ;
- Hébécrevon ;
- Lozon ;
- Marigny ;
- Le Mesnil-Amey ;
- Le Mesnil-Eury ;
- Le Mesnil-Vigot ;
- Montreuil-sur-Lozon ;
- Remilly-sur-Lozon ;
- Saint-Gilles.

À la suite du redécoupage des cantons pour 2015, toutes les communes à l'exception de Carantilly sont rattachées au canton de Saint-Lô-1. La commune de Carantilly est intégrée au canton de Saint-Lô-2.

### Anciennes communes
La commune de Saint-Ébremond-sur-Lozon, absorbée en 1832 par Saint-Louet-sur-Lozon, était la seule commune supprimée, depuis la création des communes sous la Révolution, incluse dans le territoire du canton de Marigny. La commune prend alors le nom de Lozon.

## Démographie
| 1962  | 1968  | 1975  | 1982  | 1990  | 1999  | 2006  | 2011  | 2012  |
| ----- | ----- | ----- | ----- | ----- | ----- | ----- | ----- | ----- |
| 5 377 | 5 261 | 5 074 | 5 534 | 6 093 | 6 502 | 7 130 | 7 453 | 7 517 |